# Johnny Johnson
Johnny Johnson (Hazel Grove, 11 dicembre 1921 – Kent, ottobre 2003) è stato un calciatore inglese, di ruolo centrocampista.

## Carriera
Negli anni della seconda guerra mondiale è tesserato dello Stockport County, con cui gioca varie partite nei tornei bellici, oltre a 2 partite nella FA Cup 1945-1946. Al termine di questa stagione passa al Millwall, con cui, alla definitiva regolare ripresa dei campionati dopo l'interruzione bellica, esordisce in seconda divisione, categoria in cui nelle stagioni 1946-1947 e 1947-1948 gioca stabilmente da titolare, totalizzandovi complessivamente 81 presenze e 14 reti nell'arco di un biennio. Rimane poi al Millwall anche negli anni seguenti, tutti in terza divisione, diventando uno dei giocatori più rappresentativi nella storia del club (nella cui Hall of Fame vien inoltre inserito a fine carriera): tra il 1946 ed il 1955 trascorre infatti 9 stagioni e mezzo ai Lions giocando in ciascuna di esse da titolare: nel dicembre del 1955 passa ai semiprofessionisti del Tonbridge Angels, ma l'anno seguente fa nuovamente ritorno al Millwall, con cui gioca ulteriori 15 partite in terza divisione (arrivando così a complessive 294 presenze e 42 reti in partite di campionato con il club, a cui aggiunge 17 presenze e 2 reti in FA Cup per un totale complessivo di 311 presenze e 44 reti in partite ufficiali. Chiude infine la carriera nel 1959, dopo alcune stagioni trascorse in vari club semiprofessionistici al di fuori della Football League (Canterbury City e Dover Athletic).